# Johann Christian Hertel
Johann Christian Hertel (Oettingen, 25 juni 1697 of 1699 - Strelitz ? oktober 1754) was een Duits componist en violist. Het grootste deel van zijn werk is onbekend gebleven en alleen in manuscript bewaard.

## Levensloop
Hertel werd geboren in het graafschap Oettingen als de enige zoon van een latere kapelmeester in het hertogdom Saksen-Merseburg. Hij leerde zichzelf vioolspelen en kreeg klavieronderwijs van de Merseburger hoforganist Kaufmann.
Na een afgebroken studie theologie in Halle (Saale) reisde hij met een van de Merseburger hertog Maurits Willem
ontvangen beurs naar Ernst Christian Hesse in Darmstadt bij wie hij viola da gamba studeerde.
Hij was van 1718 tot 1741 concertmeester in Eisenach, van 1742 tot 1753 concertmeester aan het hof van Mecklenburg-Strelitz te Neustrelitz. Als viola da gambaspeler maakte hij reizen naar o.a. Dresden, Kassel, Weimar, Braunschweig, Meiningen, Gotha en Berlijn.
Zijn œuvre omvat naast orkest- en kamermuziek vele sonates voor viool en viola da gamba.
Veel van zijn werk is verloren gegaan of werd niet gepubliceerd.
Johann Christian Hertel was de vader van de componist Johann Wilhelm Hertel.

## Œuvre
- Sinfonia voor 3 trompetten en orkest nr. 1 in D
- Sinfonia voor 3 trompetten en orkest nr. 3 in D

- Sonate voor viool en bc nr. 1 in F
- Sonate voor viool en bc nr. 2 in C
- Sonate voor viool en bc nr. 3 in c
- Sonate voor viool en bc nr. 4 in g
- Sonate voor viool en bc nr. 5 in E
- Sonate voor viool en bc nr. 6 in A

- Gemeinsame Normdatei: 129473936
- International Standard Name Identifier: 0000 0000 8117 4061
- Library of Congress Control Number: nr99009907
- MusicBrainz: 7ece772f-2ed4-4f54-9e85-c9eb24798e3e
- Nederlandse Thesaurus van Auteursnamen: 30457824X
- Virtual International Authority File: 2382164661911903390007